# Róbert Pillár
Róbert Pillár (Bardejov, 27 maggio 1991) è un calciatore slovacco, difensore del Komárno.